# 䤈落尸逐鞮單于
䤈落尸逐鞮单于（？—56年），《后汉书》作呼韓邪單于，挛鞮氏（又作虚连题氏），名苏屠胡，又名比，為匈奴烏珠留若鞮單于长子。

## 生平
初為右日逐王，领匈奴南边八部及乌桓之众。46年，蒲奴單于立為單于，他以自己是前单于长子不得立，既懷憤恨。47年，祕密派遣漢人郭衡奉匈奴地圖附汉，率部亲至西河求内附。48年，南边八部大人共議立比為單于。十二月，比自立為單于，以其祖父呼韩邪单于曾经依附依汉得安，故沿袭其号，为呼韓邪單于，史稱南匈奴，匈奴一分為二。49年，攻北匈奴，擒获北单于之弟，北单于将他击败，追击他逃亡千里。後率4萬多人南下附漢，遣使向东汉称臣，派遣侍子，修旧约，求使者监护。被漢朝安置在河套地區。汉朝授其玺绶，立南单于庭于五原西，后迁居西河郡美稷县（在今内蒙古自治区准格尔旗西北）。汉光武帝任命使匈奴中郎将率兵护卫，每年供给大量粮、畜、彩缯。单于列置诸部王，助汉守卫北地郡、朔方郡、五原郡、云中郡、定襄郡、雁门郡、代郡。